# Полханова, Валентина Николаевна
Валенти́на Никола́евна Полха́нова (род. 15 августа 1971, Саранск) — советская и российская велогонщица.

## Карьера
Первые шаги в велоспорте сделала в 8 лет в секции велоспорта в Луховке, тренером в которой работал Вячеслав Токарев. В 17-летнем возрасте, дебютируя на всероссийских соревнованиях, приглянулась самарским тренерам из Центра олимпийской подготовки. Валентина переехала в Самару, где на протяжении нескольких лет выступала за спортивный клуб армии, входила в состав сборной страны.
Двукратная победительница (1993, 1994), двукратная бронзовая призёрка (1990, 1991) чемпионата мира.
Многократная чемпионка страны, победительница международных соревнований. В 1994 году Валентина Полханова стала первой гонщицей с постсоветского пространства, выигравшей легендарную многодневную велогонку «Гранд Букль феминин».
Выступала за профессиональные команды:
- 1999  Германия The Greenery Grisley
- 2000  Италия Edil Savino
- 2001  Россия Carpe Diem-Itera
- 2002  Россия Itera
- 2003  Россия Velodames-Colnago
- 2004  Италия Nobili Rubinetterie-Guerciotti
- 2005  Италия P.M.B. Fenixs

В 2005 году Валентина Полханова завершила спортивную карьеру.
Окончила  Краснодарский государственный институт физической культуры (1995).
Сейчас Валентина живёт в Италии.

### Статистика выступления наГранд-турах
| Гонка / Год          | 1993 | 1994           | 1995           | 1996           | 1997           | 1998           | 1999           | 2000           | 2001           | 2002           | 2003           | 2004           |
| -------------------- | ---- | -------------- | -------------- | -------------- | -------------- | -------------- | -------------- | -------------- | -------------- | -------------- | -------------- | -------------- |
| Женский Тур де Франс | 6    | не проводилась | не проводилась | не проводилась | не проводилась | не проводилась | не проводилась | не проводилась | не проводилась | не проводилась | не проводилась | не проводилась |
| Гранд Букль феминин  | 7    | 1              | 7              | —              | 4              | 4              | 2              | 9              | —              | 6              | DNF            | —              |
| Тур де л'Од феминин  | —    | 55             | 1              | —              | 13             | 2              | 6              | 13             | —              | 2              | 6              | 8              |
| Джиро д’Италия Донне | —    | —              | —              | —              | —              | 9              | —              | 3              | —              | —              | —              | 6              |